# Ataque com veículo

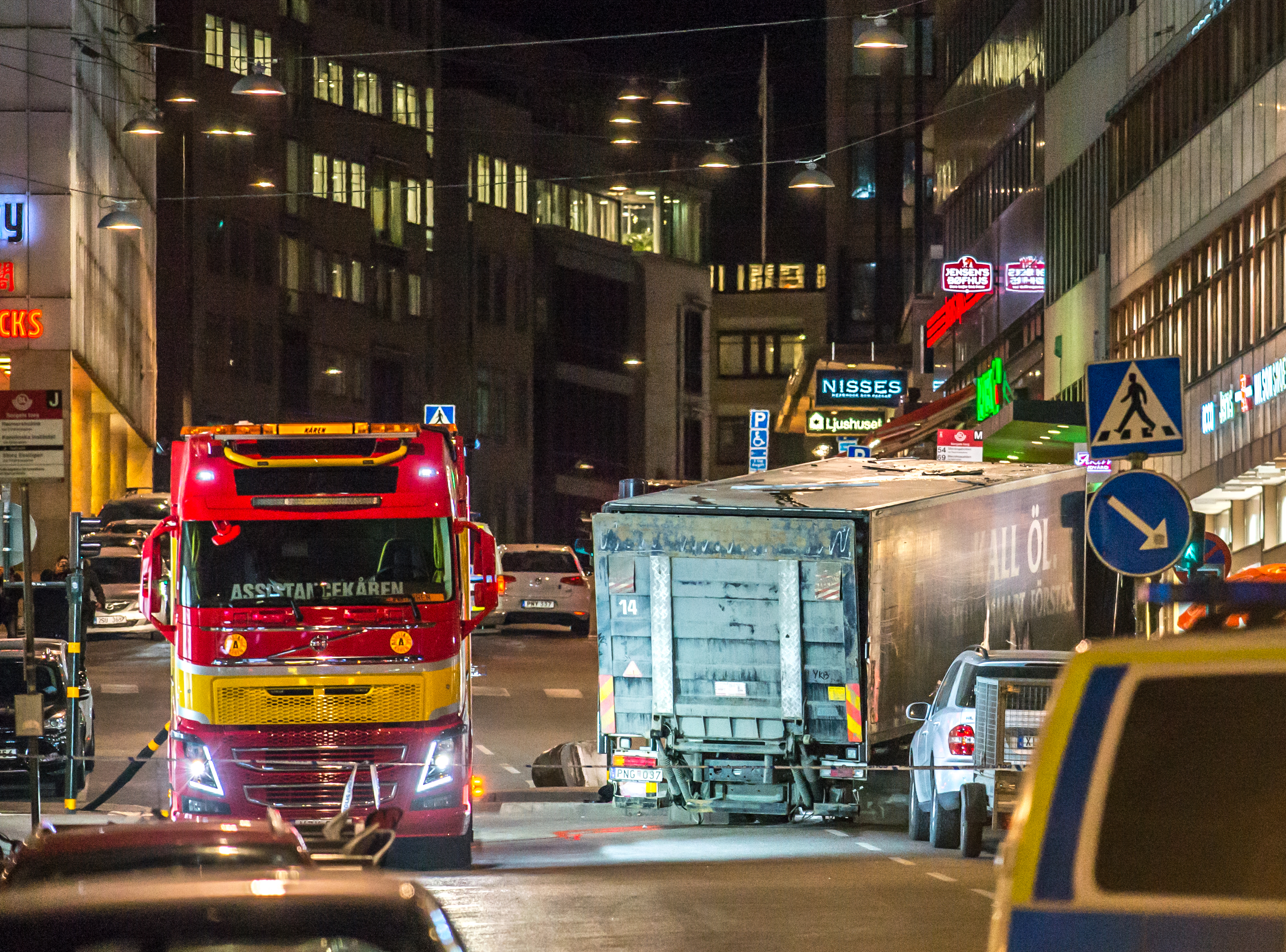
Atentado em Estocolmo em 2017.

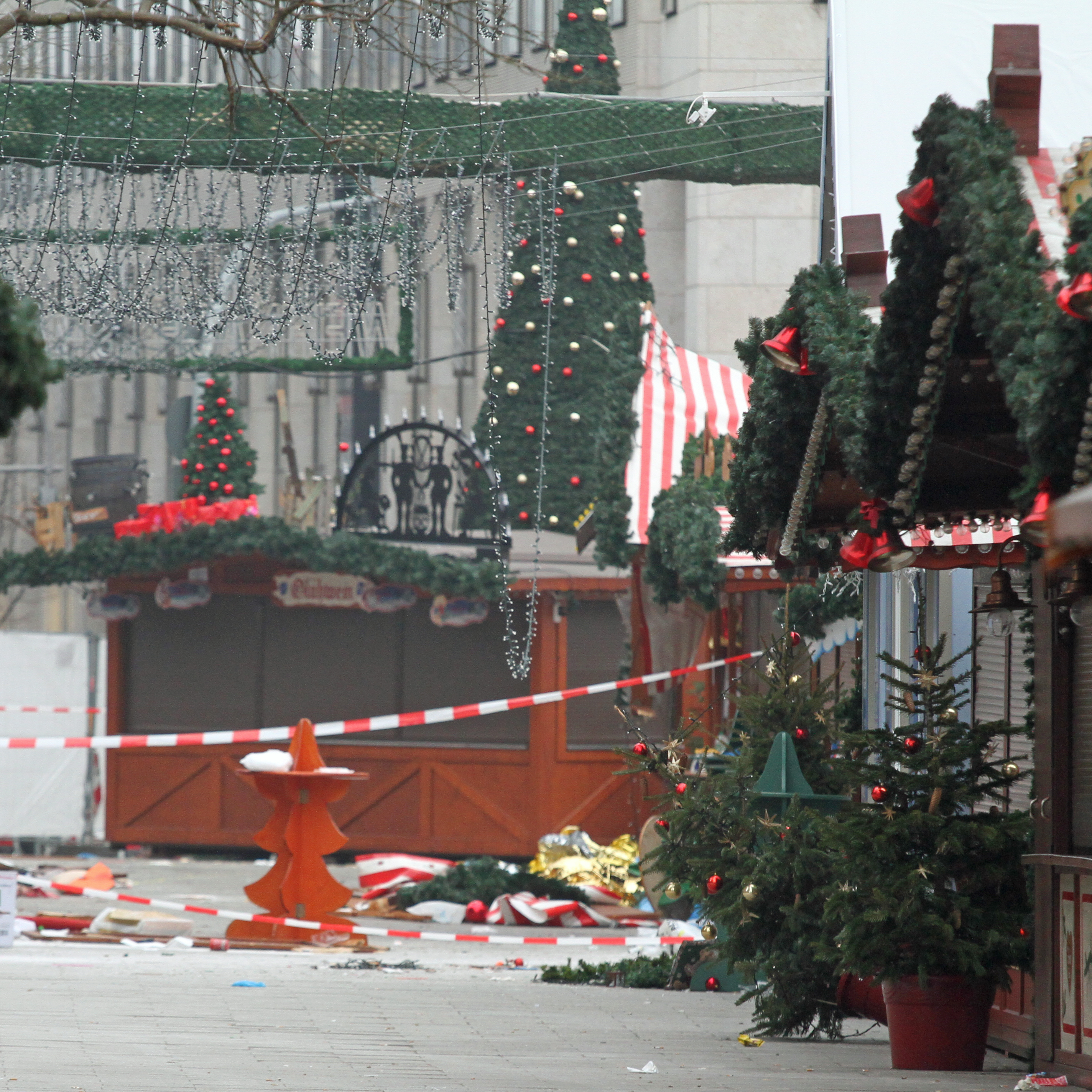
Mercado de Natal destruído após o atentado de Berlim em 2016.

Um ataque com veículo é uma forma de atentado terrorista em que um agressor usa um veículo motorizado contra um prédio, uma multidão de pessoas ou outros veículos. O primeiro uso conhecido de um ataque deste tipo em sua forma atual foi um ataque em Azor, Israel, em 2001, feito por um terrorista palestino. De acordo com os analistas da Stratfor, este ataque representou uma nova tática militante menos letal, mas que poderia ser mais difícil de prevenir do que atentados suicidas.
O uso deliberado de veículos contra o público é uma tática usada por terroristas, tornando-se uma tática importante na década de 2010, porque requer pouca habilidade para perpetrar e tem potencial para causar baixas significativas. O avanço deliberado de veículos também foi usado no decorrer em outros tipos de crimes, como brigas de trânsito. Incidentes deliberados de movimentação de veículos também foram causados pelo transtorno psiquiátrico do motorista.

## Lista de ataques com veículo
- Atentado contra os quartéis de Beirute em 1983
- Atentado de julho de 2016 em Nice
- Ataque na Universidade Estadual de Ohio em 2016
- Atentado de Berlim em 2016
- Atentado em Westminster de 2017
- Atentado em Estocolmo em 2017
- Atentados de junho de 2017 em Londres
- Atentado de Finsbury Park em 2017
- Manifestação Unite the Right de 2017
- Atentados na Catalunha em 2017
- Atentado de Nova York em 2017